# 21 Pułk Piechoty (PSZ)
21 Pułk Piechoty (21 pp) – oddział piechoty Polskich Sił Zbrojnych w ZSRR.

## Formowanie i zmiany organizacyjne
Pułk był formowany od 1 września 1941 roku w Ośrodku Zapasowym Armii w miejscowości Tockoje, jako 1 pułk rekrucki, pod dowództwem płk. Alfreda Jana Schmidta. W tej fazie organizacji pułk spełniał zadania stacji zbornej. Weryfikowano w nim ochotników i poborowych pod względem  zdrowotnym, przydatności wojskowej i specjalizacji. Z jego składu wysyłano kontyngenty uzupełnień do 6 Dywizji Piechoty. W tym czasie pułk był zorganizowany w sześć batalionów po pięć kompanii każdy oraz w kompanię ckm i pluton pionierów.
4 listopada 1941 r. szef sztabu Armii Polskiej w ZSRR na podstawie rozkazu l.dz. 140 zarządził przemianowanie 1 pułku rekruckiego na 21 Pułk Piechoty, który organizowano według etatów sowieckich. Oddział wchodził w skład 7 Dywizji Piechoty. Z uwagi na zaniechanie formowania w końcu grudnia 1941 r. w Ośrodku Organizacyjnym Armii 7 Dywizji Piechoty, pułk został podporządkowany bezpośrednio dowódcy ośrodka. W dniach 17-19 stycznia 1942 r. pułk wyjechał do nowego garnizonu w miejscowości Guzar w Uzbeckiej SRR. Tam dopiero jako jeden z ostatnich od 4 lutego 1942 r. otrzymał umundurowanie brytyjskie, broni posiadał tylko znikomą ilość do celów szkoleniowych. W trakcie pobytu w nowym rejonie zakwaterowania w pułku, jak i w całym ośrodku na skutek złych warunków sanitarnych wybuchła epidemia tyfusu plamistego i licznych chorób układu pokarmowego. Wielu żołnierzy zmarło.
W ramach I ewakuacji 27 marca 1942 r. 21 pułk piechoty poprzez Krasnowodzk został ewakuowany do Iranu i pod koniec marca 1942 roku wszedł w skład formowanej 11 Dywizji Piechoty. W maju transportem morskim pułk został przewieziony do Palestyny i tam 31 maja 1942 r. rozwiązany, a żołnierze wraz z żołnierzami 19 pułku, utworzyli 3 Brygadę Strzelców Karpackich.

## Organizacja pułku
Struktura organizacyjna wzorowana była na wojennych etatach dywizji piechoty Armii Czerwonej.
Dowództwo i sztab
- pluton sztabowy
- kompania łączności
- 3 bataliony piechoty
  - 3 kompanie piechoty po 3 plp
  - pluton moździerzy 82 mm
  - kompania ckm
- bateria armat 76 mm
- bateria armat 45 mm
- pluton moździerzy 120 mm
- kompania km plot
- kompania saperów
- kompania sanitarna
- kompania przewozowa
- pluton przeciwgazowy
- warsztaty techniczne

## Żołnierze pułku
- Dowódca pułku
  - płk piech. Alfred Jan Schmidt (1 X 1941 – 8 I 1942[3])
  - ppłk piech. Kazimierz Kierkowski (8 I - 31 V 1942)[4]
- Szef sztabu – mjr piech. Tadeusz Jan Riedl[4]
- Dowódca I batalionu – kpt. Antoni Przybylski[4]
- Dowódca II batalionu – kpt. Franciszek Miziniak[4]
- Dowódca III batalionu – rtm. Bohdan Piotrowski[4]
- dowódca 9 kompanii – por. Feliks Kępa[5]
- Dowódca IV batalionu – mjr Karol Durko[4]